# … und es wechseln die Zeiten
… und es wechseln die Zeiten ist ein Album des Sängers und Liedermachers Hannes Wader aus dem Jahr 2004.

## Entstehung
Hannes Wader und Ben Ahrens, der auch für Aufnahme und Abmischung verantwortlich war, produzierten dieses Album.
Nach den Alben Nach Hamburg (1989), Auftritt: Hannes Wader (1998) und Wünsche (2001) ist dieses Album das vierte Wader-Album, an dem der Bassist Benjamin Hüllenkremer mitwirkte. Für Jo Barnikel war es das dritte Album nach den Live-Alben Auftritt: Wader (1998) und Was für eine Nacht (2001).
Zwei Jahre später veröffentlichte der Liedermacher mit Mal angenommen (2006) das nächste Album.

## Titelliste
1. Paris 1794 3:51
2. Milliardäre 6:41
3. Griechisches Lied 5:11
4. Vanitas! Vanitatum! Vanitas 4:17
5. Stellungnahme 6:26
6. Wandern lieb ich für mein Leben 4:06
7. O käm das Morgenrot herauf 3:25
8. Vergänglichkeit der Schönheit 3:53
9. Vereinsamt 4:49
10. Petite Ville 5:24
11. Krieg ist Krieg 4:11
12. Ade zur guten Nacht 4:10

## Texte
Im Lied Paris 1794 geht es um die Zeit nach dem Sturm auf die Bastille. Die Herrschaft von Maximilien de Robespierre erreichte ihren Höhepunkt, als er seinen ehemaligen Mitstreiter Danton und viele seiner Anhänger auf die Guillotine bringt und sechs Monate später selbst hingerichtet wird. Wader schrieb dieses Stück für eine Freilichtaufführung von Büchners Dantons Tod, bei der er selber die Rolle eines fahrenden Sängers und Chronisten übernahm, die im Originaltext der Rolle nicht vorkam.
In dem Lied Milliardäre geht es um die Veranschaulichung eines Vermögens von 100 Milliarden Dollar. Wader wählt die Kulisse einer fiktiven Mathematikstunde.
Vanitas! Vanitatum! Vanitas! ist ein Lied, das sich mit der Endlichkeit des Seins beschäftigt und nach einem Gedicht von Andreas Gryphius entstand. Die Verse entstanden während des Dreißigjährigen Krieges.
In Stellungnahme beschwert sich der Liedermacher, dass Nazis seine Lieder singen. Anlass war die Überreichung einer CD nach einem Konzert im Theaterhaus Stuttgart. Ein ihm bisher unbekannter junger Mann sang Es ist an der Zeit aus Waders gleichnamigem Album (1980). Der Liedermacher wägt alle Argumente ab, setzt sich in allen Aspekten mit den Nazis auseinander und kommt zum Resultat, dass er mit Nazis noch nicht einmal reden will.
Als Bewunderer von Joseph von Eichendorff vertonte Hannes Wader das Gedicht Wandern lieb ich für mein Leben, das sich mit der Schönheit der Natur und dem Wandern auseinandersetzt.
Das Stück O käme doch das Morgenrot herauf kam laut Hein und Oss Kröher von Litauen nach Ostpreußen, wie die beiden in ihrem Liederbuch Das sind unsere Lieder berichten. Wader selbst hörte dieses Lied zum ersten Mal beim Liedermacher- und Folkfestival auf Burg Waldeck von Helga und Joachim Müller.
Bei Vergänglichkeit der Schönheit handelt es sich um die Vertonung eines Gedichtes von Christian Hoffmann von Hoffmannswaldau, ein Zeitgenosse des bereits erwähnten Andreas Gryphius. Das Gedicht handelt von dem Verfall der Schönheit der Frau im Alter.
Vereinsamt ist eine Vertonung eines Nietzsche-Gedichtes, das vom Zug der Vögel im Winter handelt, aber auch die Vereinsamung des Menschen bildlich beschreibt.
Mit Petite Ville liefert Wader eine von Lydie Auvray, mit der er in den 1980er Jahren tourte, überarbeitete Version von Kleine Stadt ab. Das Lied ist in deutscher Version auch auf dem Album Wünsche (2001) zu hören. Das Original The Town I Loved So Well stammt von Phil Coulter.
Mit Krieg ist Krieg legt der Liedermacher ein weiteres Friedenslied vor. Der Schrecken des Krieges wird gebrandmarkt. Wader kommt schließlich zu dem Schluss, dass Kriege nur Verlierer kennen. Er hat die Melodie des amerikanischen Folksongs Will The Circle Be Unbrocken (von Alvin Pleasant Delaney Carter nach einem Lied von Ada R. Habershon und Charles Gabriel) gewählt, um auf die Kriegslust der Amerikaner hinzuweisen, die seiner Meinung nach noch viele Kriege führen werden.
Zum Abschluss wählt Wader das Volkslied Ade zur guten Nacht, in dem er die letzte Strophe selbst dichtete.